# بنجامين ستيفن هووبر
بنجامين ستيفن هووبر هو سياسي أمريكي، ولد في 6 مارس 1835 في باكنغهام ‏ في الولايات المتحدة، وتوفي في 17 يناير 1898 في فارمفيل في الولايات المتحدة. نشط حزبياً في الحزب الجمهوري. وقد انتخب عضو مجلس نواب الولايات المتحدة عن ولاية فرجينيا ‏ وانتخب عضو مجلس النواب الأمريكي ‏.